# Mistletoe (пісня Джастіна Бібера)
«Mistletoe» (укр. Омела) — різдвяна пісня канадського співака Джастіна Бібера. Пісню написали Бібер та його продюсери Насрі та Адам Мессінджер. Випущена 17 жовтня 2011 року як провідний сингл з його другого студійного альбому та першого різдвяного альбому Under the Mistletoe (2011). «Mistletoe» — це поп та R&B пісня, із помітним впливом регі. «Mistletoe» отримала загалом позитивні відгуки більшості музичних критиків. Пісня потрапила в перші десятки чартів у Канаді, Данії та Норвегії, і майже потрапила у топ-10 у США, посівши 11-ту сходинку, а також потрапила у топ-40 у дев'яти інших країнах. Музичне відео на пісню зняв режисер Роман Вайт. В ньому Бібер співає посеред світлої засніженої вулиці.

## Створення та композиція
Уперше Бібер наживо виконав цю пісню під час свого світового концертного туру My World Tour 6 жовтня 2011 року на Олімпійському стадіоні в Ріо-де-Жанейро, Бразилія. Під час виступу Бібер підтвердив, що пісня вийде в iTunes у всьому світі 17 жовтня 2011 року. В інтерв'ю MTV News Бібер сказав: «Я дуже схвильований. [Пісня] дуже захоплива. Я знаю, що всім моїм шанувальникам сподобається. Це щось, що я відчуваю, ніби вони будуть співати кожного Різдва».
«Mistletoe» написали і спродюсували Насрі та Адам Мессінджер. Це різдвяна пісня, в жанрі поп та R&B, з елементами регі. Відповідно до нот, опублікованих на вебсайті Musicnotes.com компанією Sony/ATV Music Publishing, «Mistletoe» має тактовий розмір ціла нота із темпом у 80 ударів на хвилину. Написана пісня у тональності ля мажор, а голос Бібера охоплює діапазон від низької ноти E3 до високої ноти E5. На думку багатьох рецензентів, компонування пісні та виконання Бібера дуже схожі на пісню Джейсона Мреза «I'm Yours». Білл Лемб з About.com пішов так далеко, що назвав пісню «Різдвяною „I'm Yours“». Автор «Rolling Stone» прокоментував, що «пісня в основному звучить як невимушений номер Джека Джонсона з трохи перезаписаними дзвонами». Пісня демонструє дорослішання голосу Бібера, а ЕрДжей Кубаррубія з Білборд пише, що він звучав «плавно і інтимно». Лемб сказав: «Цей трек знаменує собою чіткий рух до дорослішого звучання з боку 17-річного Джастіна Бібера». Пісня, що включає в себе тонкі «Різдвяні завитки» на фоні, починається дзвінкими дзвонами перед тим, як вступає інструментальне звучання гітари та бонґо.

## Оцінки

### Відгуки критиків
ЕрДжей Кубаррубія з Білборда спершу похвалив пісню, сказавши, що «простий звук дозволяє молодій суперзірці продемонструвати, наскільки він і його голос виріс», і що приспів звучить «тепло і пухнасто». Однак він сказав, що «пронизливий тихий спів Бібера і плоскі тексти роблять „Mistletoe“ нудним святковим треком Джейсона Мреза». Кубаррубія похвалив Бібера за спробу внести його харизму в такий трек, але сказав, що «він все ще далекий від класичної різдвяної попмузики Мераї Кері „All I Want for Christmas Is You“». Хоча він сказав, що пісня може здатися дещо умисною, Білл Лемб з сайту About.com відзначив «акустичну атмосферу Джейсона Мреза», витонченні сезонні штрихи та звучання для дорослих. Лемб припустив, що пісня стане сезонним хітом для Бібера, і додав: «Тонкі зимові святкові звуки у фоновому звучанні треку дають зрозуміти, що це сезонний реліз, але він не буде нервувати, коли буде включений до стандартного поп-плейлиста.» Джаретт Візельман з The Insider.com сказав, що пісня «дуже гарна» і припустив, що «вона стане найбільшою піснею 2011 року». Візельман сказав: «Ви не можете заперечити привабливості американської підліткової мрії, викинувши трек, де він просить слухачів „поцілувати мене під омелою.“ Добре зіграв юнак, добре зіграв».

### Комерційна успішність
За перший тиждень продано 164 000 примірників «Mistletoe», за даними Nielsen SoundScan, забезпечивши синглу місце на п'ятій сходинці чарту Білборда Hot Digital Songs.
Станом на 1 січня 2012 року Nielsen SoundScan оцінив загальний обсяг продажів цифрового треку в 722 000 завантажень, що є найуспішнішою різдвяною/святковою цифровою піснею, яку коли-небудь продавали за календарний рік. Станом на 25 листопада 2016 року «Mistletoe» посідає четверту сходинку у списку найпопулярніших різдвяних/святкових цифрових синглів в історії SoundScan із загальним обсягом продажів у 1 100 000 завантажень.

## Музичне відео та виконання наживо
Музичне відео на пісню «Mistletoe» зняв режисер Роман Вайт. Це стало другою роботою Вайта з Бібером, після того як раніше вони працювали над музичним кліпом на пісню «One Less Lonely Girl» (2009). Як і попереднє відео, кліп був знятий у Франкліні, штат Теннессі, США. Пояснюючи вибір Вайта для зйомки відео, Бібер сказав: «Роман може дуже добре розповісти історію, тому ми хотіли використати його». «Він зняв кліп „One Less Lonely Girl“, і я подумав, що він чудово впорався; він зняв відео „You Belong with Me“ для Тейлор Свіфт, і у нього було багато чудового досвіду і багато чудових робіт.» Тизер відео був опублікований 11 жовтня 2011 року. Прем'єра самого відео відбулася 18 жовтня 2011 року. Оглядач Rolling Stone заявив, що «кліп — це сирна святкова радість, коли співака залицяється до милого курча в якомусь ідилічному маленькому містечку, прикрашеному вишуканими білими вогнями та дуже легким падаючим снігом».
Уперше «Mistletoe» була виконана 5 жовтня 2011 року під час концерту в Ріо-де-Жанейро, Бразилія. Бібер також виконав її на церемонії MTV Europe Music Awards 2011 6 листопада 2011 року. Він виконав пісню 20 листопада 2011 року на церемонії American Music Awards 2011, а 10 листопада 2011 на церемонії нагородження Бамбі та на німецькому X Factor. Бібер виконав «Mistletoe» у півфіналі у британського The X Factor. Крім того, він виконав пісню на різдвяному випуску британському ITV This is Justin Bieber, який вийшов 10 грудня 2011 року разом із запрошеним гостем Тіні Темпом.

## Чарти

### Тижневі чарти
| Чарт (2011—2020)                                          | Найвища позиція |
| --------------------------------------------------------- | --------------- |
| Австралія (ARIA)                                          | 20              |
| Австрія (Ö3 Austria Top 75)                               | 18              |
| Бельгія (Ultratop Flanders)                               | 28              |
| Бельгія (Ultratip Wallonia)                               | 1               |
| Канада (Canadian Hot 100)                                 | 9               |
| Чехія (Singles Digitál Top 100)                           | 29              |
| Данія (Tracklisten)                                       | 7               |
| Фінляндія (Suomen virallinen lista)                       | 10              |
| Франція (SNEP)                                            | 76              |
| Німеччина (Official German Charts)                        | 28              |
| Греція (Greece International Digital Singles) (IFPI)      | 56              |
| Угорщина (Stream Top 40)                                  | 15              |
| Ірландія (IRMA)                                           | 16              |
| Італія (FIMI)                                             | 53              |
| Латвія (LAIPA)                                            | 11              |
| Нідерланди (Mega Single Top 100)                          | 20              |
| Нова Зеландія (RIANZ)                                     | 11              |
| Норвегія (VG-lista)                                       | 2               |
| Португалія (AFP)                                          | 40              |
| Шотландія (Official Charts Company)                       | 24              |
| Сінгапур (RIAS)                                           | 29              |
| Словаччина (Singles Digitál Top 100)                      | 32              |
| Південна Корея (South Korea International Singles) (Gaon) | 41              |
| Іспанія (PROMUSICAE)                                      | 85              |
| Швеція (Sverigetopplistan)                                | 9               |
| Швейцарія (Media Control AG)                              | 18              |
| Велика Британія (Official Charts Company)                 | 21              |
| США (Billboard Hot 100)                                   | 11              |
| США (Adult Contemporary) (Billboard)                      | 2               |
| США (Mainstream Top 40) (Billboard)                       | 40              |
| США (Holiday 100) (Білборд)                               | 1               |
| США Rolling Stone Top 100                                 | 86              |

### Річні чарти
| Чарт (2011)                             | Позиція |
| --------------------------------------- | ------- |
| Данія (Denmark Streaming) (Tracklisten) | 40      |
| Чарт (2019)                             | Позиція |
| Португалія (AFP)                        | 1919    |

## Сертифікації
|url=https://www.bpi.co.uk/award/14384-2321-1 |accessdate=28 грудня 2018}}
| Регіон | Сертифікація  | Продажі   |
| --- | ------------- | --------- |
| Канада (Music Canada) | Платиновий    | 80 000*   |
| Данія (IFPI Denmark) | Платиновий    | 90 000    |
| Італія (FIMI) | Золотий       | 25 000    |
| Нова Зеландія (RIANZ) | Золотий       | 7500*     |
| Велика Британія (BPI) | Золотий       | 400 000   |
| США (RIAA) | 2× Платиновий | 2 000 000 |
| *продажі, що базуються лише на сертифікаціях · ^відвантаження, що базуються лише на сертифікаціях · продажі+прослуховування, що базуються лише на сертифікаціях |               |           |